# Malé Březno (powiat Most)
Malé Březno – miejscowość i gmina (obec) w Czechach, w kraju usteckim, w powiecie Most. W 2022 roku liczyła 237 mieszkańców.